# Rosemonde
Rosemonde († Ravenne, 572) est une reine lombarde, épouse du roi Alboïn.

## Biographie
Rosemonde est la fille de Cunimond, roi des Gépides.
Vers 566, Cunimond est vaincu et tué par Alboïn, roi des Lombards, qui s'empare de Rosemonde et l'épouse de force avant d'envahir l'Italie en 568.

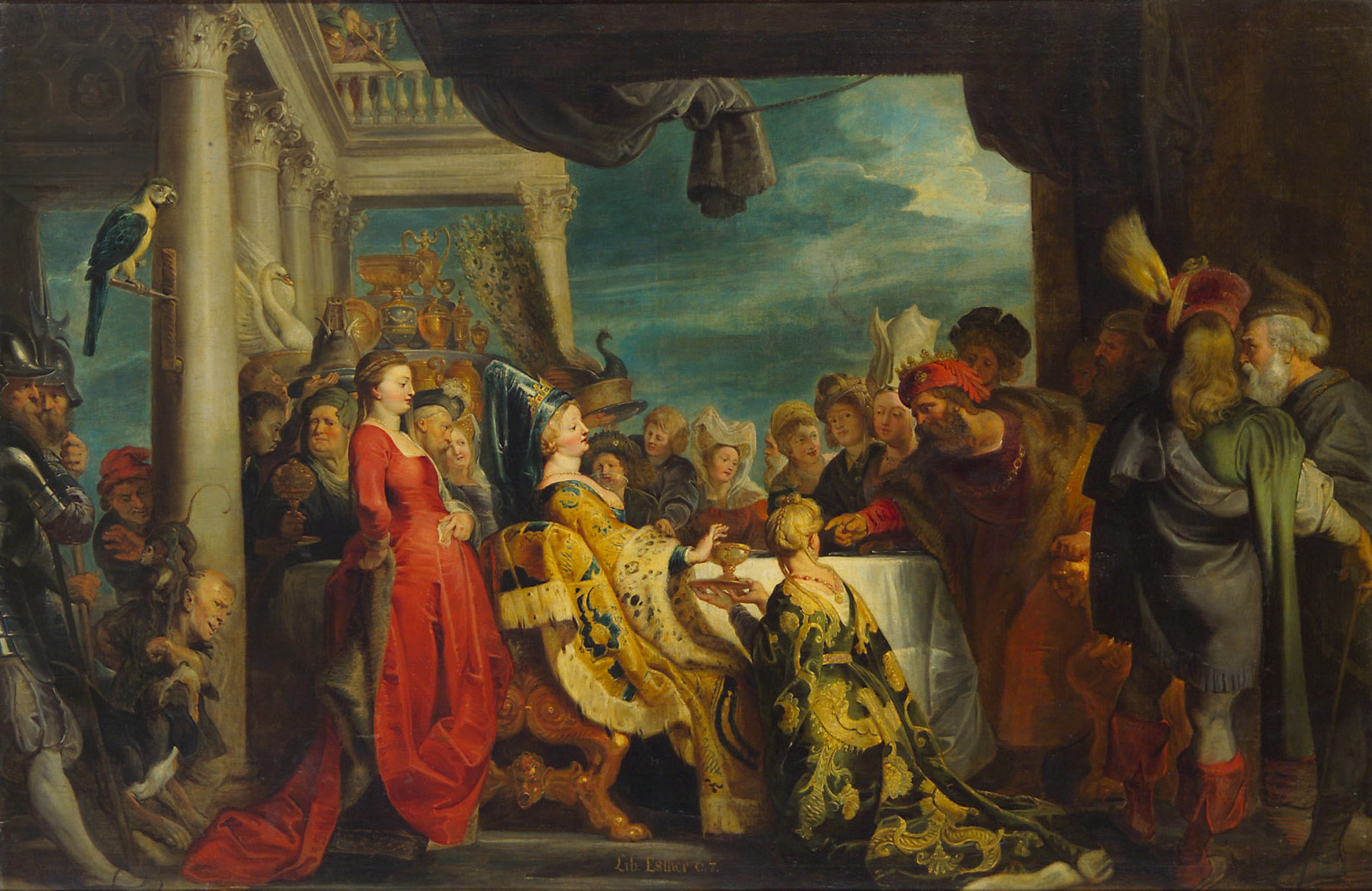
Alboïn et Rosemonde, par Peter Paul Rubens (1615).

Lors d'un festin qu'il donne à Vérone, Alboïn a la cruauté de tendre à Rosemonde une coupe faite du crâne de Cunimond et d'ajouter : « Buvez gaiement avec votre père ». Rosemonde dissimule toute son horreur mais jure dès lors de se venger.
En 572, à Vérone, elle parvient à le faire assassiner par son jeune amant, un écuyer lombard du nom d'Helmichis (en) qui cherchait à monter sur le trône. Rosemonde et son amant, menacés de mort par les partisans d'Alboïn, fuient à Ravenne, capitale d'un territoire appartenant à l'Empire byzantin.
Le gouverneur de Ravenne, Longinus, qui avait aidé les amants à planifier le meurtre d'Alboïn, persuade Rosemonde de se débarrasser d'Helmichis et de l'épouser. Rosemonde accepte et tente d'assassiner son ancien amant en l'empoisonnant : elle lui offre une coupe empoisonnée au moment où il sort de son bain mais celui-ci, sentant qu'il vient de boire un breuvage mortel, tire son épée et force Rosemonde à boire ce qui reste dans la coupe.
L'histoire des « amants de Vérone » a inspiré de nombreux artistes italiens, mais aussi allemands, flamands, français et britanniques.

## Dans les arts

### Théatre
- Rosmunda (1525), tragédie de Giovanni Rucellai ;
- Rosmunda (it) (1783), tragédie de Vittorio Alfieri ;
- Rosamunde (1823), pièce d'Helmina von Chézy (cf. Rosamunde) ;
- Alboin und Rosamunde (1830), tragédie de Friedrich von Uechtritz (de) ;
- Rosmunda (1911), tragédie de Sem Benelli ;

### Musique
- Rosamunde est le titre de la musique de scène de Franz Schubert pour cette pièce (1823) ;

### Opéra
- Alboin und Rosamunde (1835), opéra romantique de Karl Borromäus von Miltitz (de) ;

### Poésie
- Rosamund, Queen of the Lombards (1899), poésie d'Algernon Swinburne ;
- Hans Sachs (1494–1576) et Friedrich de La Motte-Fouqué (1777–1843) mentionneront également Rosemonde dans leurs poésies.

### Cinéma
- Alboïn et Rosemonde (1909), un film italien réalisé par Ernesto Maria Pasquali .
- Le Glaive du conquérant (1961), film italien de Carlo Campogalliani ; Rosemonde est incarnée par l'actrice Eleonora Rossi Drago.

## Sources primaires
- Paul Diacre, Histoire des Lombards, Livre II, XXVIII–XXIX.
- Marius d'Avenches, Chronique.
- Grégoire de Tours, Histoire des Francs, Livre IV.
- Jean de Biclar, Chronique.